# بنت (مجموعه تلویزیونی)
بنت (به انگلیسی: Bent) نام یک مجموعه تلویزیونی کمدی رومانتیک آمریکایی است که از ۲۱ مارس تا ۱ آوریل ۲۰۱۲ از شبکه ان‌بی‌سی پخش شد.

## قسمت‌ها و فصل‌ها
این مجموعه در یک فصل پخش شد.

## بازیگران
- آماندا پیت
- دیوید پالتون
- جفری تامبور
- جویی کینگ
- مارگو هارشمن